# Janaúba
Janaúba é um município brasileiro no norte do estado de Minas Gerais, região Sudeste. Possui 76 690 habitantes distribuídos em uma área de 2 181,319 km², resultando em uma densidade demográfica de 35,16 habitantes por quilômetro quadrado. Essa atualização é de 2024, que se faz mais recente que a encontrada no IBGE.

## Topônimo
"Janaúba" é um termo proveniente da língua geral meridional que designa o arbusto Himatanthus drasticus.

## História
Até o século XVI, a região era ocupada pelos povos indígenas tapuias. A partir desse século, ocorreu a miscigenação desses indígenas com os negros escravizados que fugiam das fazendas da região, dando origem ao povo cafuzo ou caboré. Esse povo, que sobreviveu da pesca, do cultivo de algodão e da criação de porcos, recebeu o nome de "gorutubanos", por viver próximo ao rio Gorutuba. Em seguida, a região começou a ser percorrida por tropeiros. 
Entre os primeiros colonizadores que se destacaram na região estava Francisco Barbosa, que, por volta de 1872, chegou com sua família, vinda do sul da Bahia, e fundou uma fazenda nas terras da "Caatinga Velha", próximo a uma gameleira. Por essa razão, o povoado formado ganhou o nome de "Gameleira".
O distrito de Janaúba foi criado em 31 de dezembro de 1943, pela Lei n.º 1.058, inicialmente com o nome de Gameleira e como parte do município de Francisco Sá. Posteriormente, em 27 de dezembro de 1948, Janaúba foi elevada à categoria de município pela Lei n.º 336, tornando-se oficialmente autônoma em 1º de janeiro de 1949, quando ocorreu a instalação formal do município.

### Denúncia do Ministério Público Federal contra ex-prefeito
Em 2011, o Ministério Público Federal (MPF) em Montes Claros denunciou o ex-prefeito Ivonei Abade Brito, que exerceu o cargo por dois mandatos consecutivos, de 2001 a 2008, por falsificação e supressão de documento público. Foram também denunciadas outras cinco pessoas, sendo três delas integrantes da Comissão Permanente de Licitação do município à época dos fatos.

## Infraestrutura
A cidade de Janaúba conta com uma infraestrutura de cidade de porte médio, com hospital regional, barragem Bico da Pedra, "camelódromo", estação de tratamento de água, estação de tratamento de esgoto, universidades, aeroporto regional (até então inativo), irrigação, ciclovias, parque de exposição (onde acontece a maior exposição da Serra Geral), aterro sanitário, hipermercado, coleta seletiva, academia da terceira idade, habitações populares etc. Tem, como rodovias, a MG-122, que a liga ao sul à região de Montes Claros e a Belo Horizonte; ao norte, comunica Janaúba a Espinosa e região do Sudoeste da Bahia com destino a Guanambi, Vitória da Conquista, rumo à BR-116 e à BR-101 e a rodovia MG-401, que liga o norte da cidade às cidades de Verdelândia, Jaíba e Matias Cardoso, dando acesso também ao Rio São Francisco e ao Projeto de Irrigação do Jaíba, da qual é a principal rota de escoamento.
Tem como ferrovia, a Linha do Centro da antiga Estrada de Ferro Central do Brasil, atualmente concedida ao transporte de cargas. A ferrovia liga a cidade ao sul à região de Montes Claros, à capital mineira e ao Rio de Janeiro; ao norte, liga Janaúba às cidades de Porteirinha e Monte Azul. Os trens de passageiros de longa distância da Rede Ferroviária Federal (RFFSA), que atendiam a população de Janaúba, oferecendo saídas para Montes Claros e para Monte Azul, não circulam mais pela ferrovia desde 1996, após a privatização desta.

## Geografia

### Localização
Conforme a divisão regional vigente desde 2017, instituída pelo IBGE, o município pertence às Regiões Geográficas Intermediária de Montes Claros e Imediata de Janaúba. Até então, com a vigência das divisões em microrregiões e mesorregiões, fazia parte da microrregião de Janaúba, que por sua vez estava incluída na mesorregião do Norte de Minas.

### Clima
Segundo dados da estação do Instituto Nacional de Meteorologia (INMET) de Janaúba, referentes ao período de 1977 a 1984, 1986 a 1989 e a partir de 1991, a menor temperatura registrada em Janaúba ocorreu em 20 de maio de 2022, com mínima de 5,2 °C, sendo o recorde anterior de 7,8 °C em 18 de julho de 2000. Por outro lado, a maior temperatura da série histórica foi registrada em 14 de novembro de 2023, durante uma onda de calor intensa, quando a máxima atingiu 41,9 °C. O maior acumulado de precipitação em 24 horas chegou a 157 milímetros (mm) em 29 de novembro de 2007. Outros acumulados iguais ou superiores a 100 mm foram 150 mm em 25 de novembro de 1996, 148 mm em 21 de novembro de 2015 e 4 de fevereiro de 2018, 133,8 mm em 4 de fevereiro de 2020, 122 mm em 26 de novembro de 1995, 109 mm em 27 de abril de 2008, 106,2 mm em 19 de março de 2004, 103,6 mm em 11 de novembro de 2006, 102,7 mm em 15 de janeiro de 2002 e 100,1 mm em 17 de janeiro de 1982. O menor índice de umidade relativa do ar (URA) atingiu apenas 8% em 13 de setembro de 2022.
| Dados climatológicos para Janaúba/Nova Porteirinha | Dados climatológicos para Janaúba/Nova Porteirinha | Dados climatológicos para Janaúba/Nova Porteirinha | Dados climatológicos para Janaúba/Nova Porteirinha | Dados climatológicos para Janaúba/Nova Porteirinha | Dados climatológicos para Janaúba/Nova Porteirinha | Dados climatológicos para Janaúba/Nova Porteirinha | Dados climatológicos para Janaúba/Nova Porteirinha | Dados climatológicos para Janaúba/Nova Porteirinha | Dados climatológicos para Janaúba/Nova Porteirinha | Dados climatológicos para Janaúba/Nova Porteirinha | Dados climatológicos para Janaúba/Nova Porteirinha | Dados climatológicos para Janaúba/Nova Porteirinha | Dados climatológicos para Janaúba/Nova Porteirinha |
| Mês | Jan                                                | Fev                                                | Mar                                                | Abr                                                | Mai                                                | Jun                                                | Jul                                                | Ago                                                | Set                                                | Out                                                | Nov                                                | Dez                                                | Ano                                                |
| --- | -------------------------------------------------- | -------------------------------------------------- | -------------------------------------------------- | -------------------------------------------------- | -------------------------------------------------- | -------------------------------------------------- | -------------------------------------------------- | -------------------------------------------------- | -------------------------------------------------- | -------------------------------------------------- | -------------------------------------------------- | -------------------------------------------------- | -------------------------------------------------- |
| Temperatura máxima recorde (°C) | 40                                                 | 39,6                                               | 39,3                                               | 38,2                                               | 36,8                                               | 36,1                                               | 36,2                                               | 39,8                                               | 41,6                                               | 41,6                                               | 41,9                                               | 40,8                                               | 41,9                                               |
| Temperatura máxima média (°C) | 32,3                                               | 33,1                                               | 32,5                                               | 32,3                                               | 31,3                                               | 30                                                 | 29,9                                               | 31                                                 | 33                                                 | 33,9                                               | 32,1                                               | 31,7                                               | 31,9                                               |
| Temperatura mínima média (°C) | 20,6                                               | 20,5                                               | 20,7                                               | 20,3                                               | 18,6                                               | 17,1                                               | 16,4                                               | 16,8                                               | 18,6                                               | 20,3                                               | 20,7                                               | 20,8                                               | 19,3                                               |
| Temperatura mínima recorde (°C) | 15,1                                               | 15,2                                               | 15,2                                               | 13,8                                               | 5,2                                                | 7,3                                                | 7,8                                                | 10,1                                               | 10,9                                               | 10,1                                               | 12,8                                               | 14,5                                               | 5,2                                                |
| Precipitação (mm) | 149,1                                              | 74                                                 | 92,8                                               | 35                                                 | 6                                                  | 1,4                                                | 0,2                                                | 2,5                                                | 5,7                                                | 46,1                                               | 177,5                                              | 170,8                                              | 761,1                                              |
| Umidade relativa compensada (%) | 68                                                 | 64                                                 | 66,2                                               | 62,8                                               | -                                                  | 56,8                                               | 53,4                                               | 48,6                                               | 47,4                                               | 50,4                                               | 65,1                                               | 71,3                                               | -                                                  |
| Insolação (h) | 229,4                                              | 232,3                                              | 237,6                                              | 245,6                                              | 263,7                                              | 263,2                                              | 270,1                                              | 282,1                                              | 257,5                                              | 242,7                                              | 184,1                                              | 188,7                                              | 2 897                                              |
| Fonte: INMET (temperatura, precipitação e umidade: normal climatológica de 1981-2010; horas de sol: normal de 1981-2010; recordes de temperatura: 01/01/1977 a 31/12/1984, 01/01/1986 a 31/12/1989 e 01/01/1991-presente) |                                                    |                                                    |                                                    |                                                    |                                                    |                                                    |                                                    |                                                    |                                                    |                                                    |                                                    |                                                    |                                                    |

## Educação
São mantidos sete cursos de alfabetização de adultos, sendo três em instituições estaduais e quatro em instituições municipais. O município possui setenta e quatro instituições de ensino, sendo trinta e oito na zona rural e trinta e seis na zona urbana, dentre as quais dezenove são estaduais, dez são municipais, quatro são conveniadas com a prefeitura e seis são particulares. No ensino médio, existem dez instituições de ensino, sendo sete da rede estadual e três particulares.
Possui, desde 1994, um campus da Universidade Estadual de Montes Claros (Unimontes), onde são oferecidos os seguintes cursos superiores; pedagogia, agronomia e zootecnia. Já está em construção o Centro de Educação Profissional e Tecnológica da Universidade Estadual de Montes Claros (CEPT Unimontes), obra do projeto do governo federal, Brasil Profissionalizante, na qual irão ser oferecidos diversos cursos técnicos e os profissionalizantes.
No município, foram oferecidos cursos técnicos pela Associação Educativa de Janaúba (Soeducar), em parceria com o governo estadual, através do Programa de Educação Profissional (PEP), e em parceria com o governo federal, através do Programa Nacional de Acesso ao Ensino Técnico e Emprego (Pronatec).
No dia 6 de agosto de 2011, a então presidente da República Dilma Roussef anunciou a construção de um campus da Universidade Federal dos Vales do Jequitinhonha e Mucuri (UFVJM) em Janaúba. Em 2019 foram inaugurados os pavilhões das salas de aula e da biblioteca. É a primeira universidade federal da Serra Geral e a segunda do Norte de Minas. É oferecido, no campus de Janaúba, o bacharelado interdisciplinar em ciência e tecnologia, curso superior que dará acesso aos cursos de engenharia física, engenharia metalúrgica, engenharia de materiais, engenharia de minas e de química industrial.